# Alfred Andersson i Bussjö
Alfred Andersson (i riksdagen kallad Andersson i Bussjö), född 4 september 1881 i Borrie församling, Malmöhus län, död 11 december 1951 i Bromma församling, Malmöhus län, var en svensk lantbrukare och socialdemokratisk politiker.
Andersson var ledamot av riksdagens första kammare från 1933, invald i Malmöhus läns valkrets.